# 板名用水
板名用水（いたなようすい）は、徳島県阿波市吉野町柿原で吉野川から取水し、同県板野郡板野町まで流れる用水路である。一部は宮川内谷川に、一部は吉野川に合流する。

## 名前の由来
創立当時の灌漑地域が板野郡と名西郡にまたがっており、その頭文字の「板」と「名」を取って命名された。

## 歴史
吉野川左岸の現上板町一帯の平地は、藍作を中心とする畑作地帯であった。しかし明治中期には安価なインド産藍や合成染料の輸入によって、藍の価格が低迷し、藍作の先行きが暗くなった。さらに1904年に始まった日露戦争により、国を挙げての食糧増産の機運が高まり、豊富な吉野川の水量を生かして米作への転換が企図された。
1904年（明治37年）から計画は進められ、翌1905年水利組合創設。1906年（明治39年）起工し、1908年（明治41年）通水、1912年（大正元年）に支線を含む全工事が完了した。当時の灌漑面積は725町3反（約719ha）であり、総工事費は235万7500円だった。1980年時点での関係面積は914.0ha、2005年時点での受益面積は808haである。

### 堰堤
用水路完成後も、吉野川の水流変遷や水位低下、あるいは洪水による損傷によってたびたび取水困難となり、そのたびに改良工事を行なっていたが、1918年（大正7年）の大洪水を契機に本格的な堰堤の建設が始められた。この堰堤工事は1919年（大正8年）に一旦完成し、その後増築工事が行われ1924年（大正13年）に現在の形となった。